# Achille Consalvi
Achille Consalvi (fl. XX secolo) è stato un regista e attore italiano del cinema muto.

## Filmografia

### Regista
- La bibbia (1913)
- Gli accattoni del Sacro Cuore (1913)
- Satanasso (1913)
- I gufi delle caverne (1913)
- Iris (1914)
- Il masnadiero della Ziria (1914)
- Il fiore del destino (1914)
- Mara, la schiava regina (1915)
- Il boscaiolo di Ipry (1915)
- L'amante ignota (1916)
- Il Golgota (1916)
- L'immacolata (1916)
- L'aquilone (1916)
- La vampa (1916)
- La fidanzata dei dollari (1917)
- Passa la gioventù (1917)
- Mary, la stella del varietà (1918)
- Ella non tradì! (1918)
- L'estranea (1919)
- L'amante della luna (1919)
- Champagne caprice (1919)
- Sillabe ardenti (1920)
- L'automobile errante, co-regia di Arturo Ambrosio Jr. (1921)
- Canaglia dorata (1921)
- Pupille spente (1921)
- La tortura del silenzio (1921)
- La via delle lacrime (1922)
- La sposa perduta, co-regia di Guido Parish (1922)
- Il miraggio di mezzanotte (1922)

### Regista e attore
- Gente onesta - cortometraggio (1912)
- La busta d'acciaio - cortometraggio (1912) - non accreditato
- All'ombra della corona (1913)
- La regina dell'oro (1913)
- Un colpo di pugnale (1913)
- Fedora (1913)
- Le due spose (1917)

### Attore
- La bufera, regia di Alberto Carlo Lolli - cortometraggio (1911)
- Un sogno! - cortometraggio (1912)
- La contessa Lara, regia di Roberto Roberti - cortometraggio (1912)
- Vendicato! - cortometraggio (1913)
- Sua Maestà il sangue, regia di Roberto Roberti - cortometraggio (1913)
- La iena dell'oro, regia di Roberto Roberti (1913)